# Светско првенство у скоковима у воду 2011 — 10 метара торањ синхронизовано за мушкарце
Такмичење у синхроним скоковима са 10 метарског торња у мушкој конкуренцији на Светском првенству 2011. у Шангају одржано је 17. јула. Предтакмичења са 17 парова одржана су ујутро, а 12 финалиста се такмичло истог дана после подне.

## Освајачи медаља
|                          |                                       |                                                    |
| Ћу Бо · Хуо Лијанг, Кина | Патрик Хауздинг · Саша Клајн, Немачка | Олександр Горшковозов · Олександр Бондар, Украјина |

## Резултати
Квалификације су одржане у 10,00 по локалном времену. а финале у 17:05.
| Место | Скакач                                   | Држава               | Квалификације | Квалификације | Финале    | Финале |
| Место | Скакач                                   | Држава               | Бодови        | Место         | Бодови    | Место  |
| ----- | ---------------------------------------- | -------------------- | ------------- | ------------- | --------- | ------ |
|       | Ћу Бо Хуо Лијанг                         | Кина                 | 477,96        | 1             | 480,03    | 1      |
|       | Патрик Хауздинг Саша Клајн               | Немачка              | 441,12        | 3             | 443,01    | 2      |
|       | Александар Хоршковозов Александар Бондар | Украјина             | 423,99        | 6             | 435,36    | 3      |
| 4     | Иља Захаров Виктор Минибајев             | Русија               | 429,84        | 4             | 427,98    | 4      |
| 5     | Дејвид Бодаја Nick McCrory               | Сједињене Државе     | 447,21        | 2             | 420,69    | 5      |
| 6     | Peter Waterfield Том Дејли               | Уједињено Краљевство | 424,47        | 5             | 407,46    | 6      |
| 7     | Херман Санчез Иван Гарсија               | Мексико              | 419,58        | 7             | 393,09    | 7      |
| 8     | Eric Sehn Kevin Geyson                   | Канада               | 386,22        | 9             | 386,70    | 8      |
| 9     | Казуки Мараками Ју Окамото               | Јапан                | 396,12        | 8             | 380,52    | 9      |
| 10    | Timofei Hordeichik Вадим Каптур          | Белорусија           | 372,57        | 11            | 378.78    | 10     |
| 11    | Хуан Риос Виктор Ортега                  | Колумбија            | 372,96        | 10            | 374,43    | 11     |
| 12    | Хенклер Агире Хосе Гера                  | Куба                 | 368,01        | 12            | 371,82    | 12     |
| 16.5  | H09.5                                    |                      |               |               | 00:55.635 | O      |
| 13    | Франческо Делуомо Мајкол Верцото         | Италија              | 361,86        | 13            |           |        |
| 14    | Hugo Parisi Rui Marinho                  | Бразил               | 347,01        | 14            |           |        |
| 15    | Edickson Contreras Enrique Rojas         | Венецуела            | 333,00        | 15            |           |        |
| 16    | Ри Хјонју Хјон Илмјонг                   | Северна Кореја       | 316,77        | 16            |           |        |
| 17    | Noor Husaini Muhammad Nasrullah          | Индонезија           | 304,80        | 17            |           |        |